# Edmund Majowski
Edmund Majowski (ur. jako Edmund Niechcioł 12 listopada 1910 w Chorzowie, zm. 26 października 1982 w Wiedniu) – polski piłkarz występujący na pozycji napastnika, reprezentant Polski w latach 1933–1934, trener piłkarski.

## Kariera klubowa
Grę w piłkę nożną rozpoczął w wieku 14 lat w AKS Chorzów. W 1931 roku przeniósł się do Pogoni Lwów. W barwach tego klubu zdobył trzykrotnie wicemistrzostwo Polski w sezonach 1932, 1933 i 1935. W trakcie II wojny światowej, dzięki podpisaniu volkslisty, występował w utworzonych przez siły okupacyjne zespołach SSTV Breslau (1939), DTSG Krakau (1939–1944) oraz Germania Königshütte (1944). Po zakończeniu wojny wyemigrował do Austrii, gdzie przez 2 lata grał w klubie Wacker Wiedeń, po czym zakończył karierę zawodniczą.

## Kariera reprezentacyjna
10 września 1933 zadebiutował w reprezentacji Polski w towarzyskim meczu przeciwko Jugosławii w Warszawie (4:3), w którym zdobył bramkę. Łącznie w latach 1933–1934 rozegrał w drużynie narodowej 4 spotkania i strzelił 1 gola.

### Bramki w reprezentacji
| LP | Data             | Miejsce                            | Przeciwnik | Bramka | Rezultat | Ranga meczu     |
| -- | ---------------- | ---------------------------------- | ---------- | ------ | -------- | --------------- |
| 1. | 10 września 1933 | Stadion Wojska Polskiego, Warszawa | Jugosławia | 3:2    | 4:3      | Mecz towarzyski |

## Kariera trenerska
W początkach swojej kariery trenerskiej prowadził austriackie kluby Wiener AC i FC Wien. W 1958 roku w pięciu spotkaniach prowadził reprezentację Norwegii. Pracował też z reprezentacjami Iranu i Kuwejtu.

## Życie prywatne
W marcu 1937 roku zmienił nazwisko na Majowski. Po wybuchu II wojny światowej został wciągnięty na volkslistę. Po wojnie wyemigrował do Austrii, gdzie osiadł na stałe. Podczas gry dla klubu Wacker Wiedeń przyjął austriackie obywatelstwo.